# 龍門核能發電廠
龍門核能發電廠是位於臺灣新北市貢寮區核能發電廠，因所在地名「龍門」而得名，由臺灣電力公司興建營運，為臺灣第4座核能發電廠，故原名第四核能發電廠，2009年4月8日改為現名，其原名簡稱「核四」、「核四廠」較為常用。廠址規劃可供6部核能發電機組使用，現有2部發電量各1350百萬瓦特（MW）之進步型沸水式反應爐（ABWR），該型反應爐為奇異公司、日立（奇異日立核能）合作設計日立製造之第三代核反應爐，為日本以外第1個使用該反應爐設計的新一代核能發電廠。自2014年因爭議開始封存，隨著核四商轉公投不通過，台電預計未來將拆除核能發電廠，並計劃在原地改建成火力發電廠。

## 建設過程

### 規劃與興建

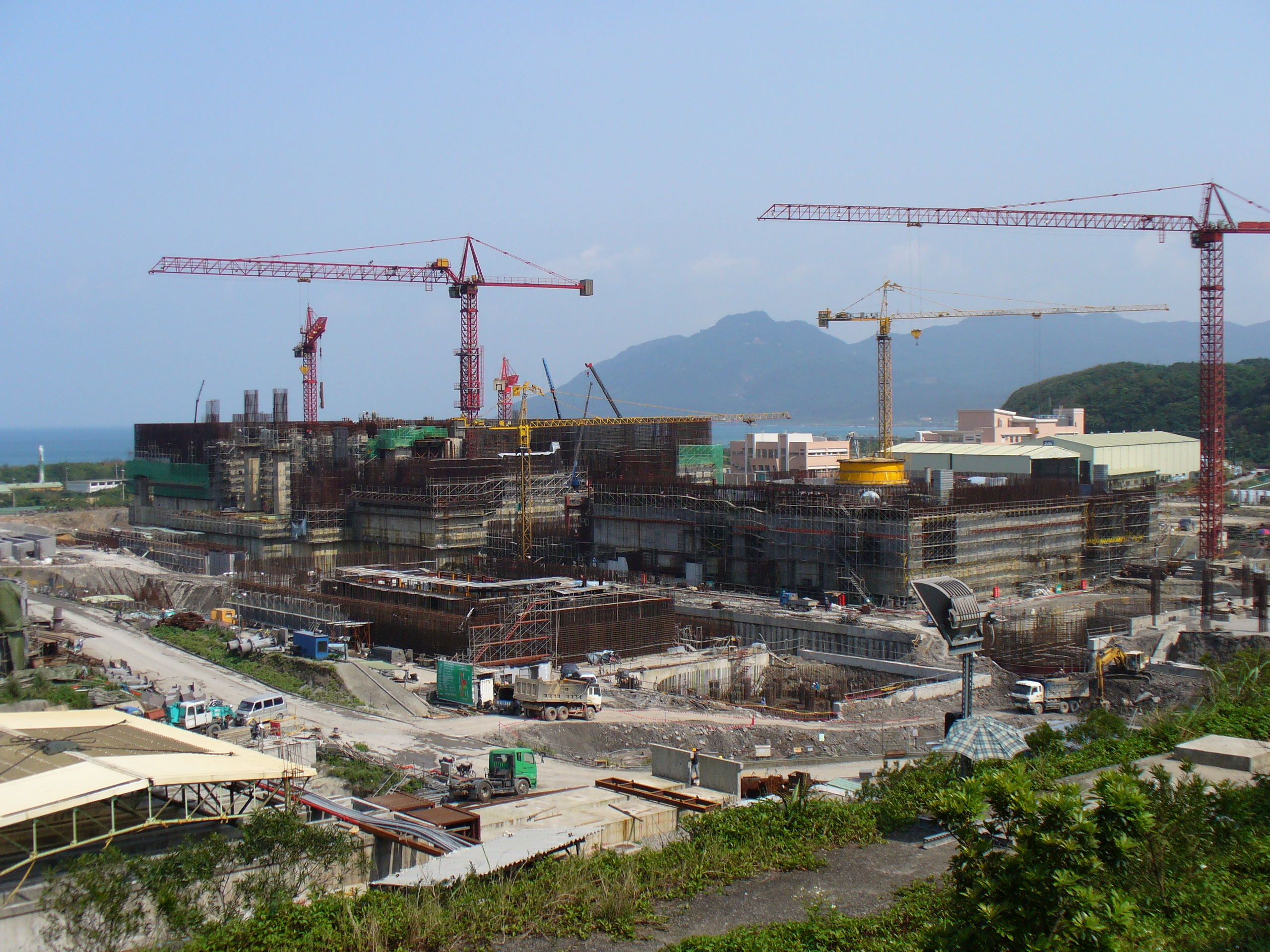
興建中的核四

龍門電廠的興建，在1980年5月提出，選定廠址在台北縣貢寮鄉（今新北市貢寮區），在1982年至1986年的總預算中也編列新台幣110億元，並執行31億餘元。但由於貢寮居民強烈反對，所以1985年5月時任中華民國行政院院長俞國華指示中華民國經濟部及臺灣電力公司：「加強民眾溝通，暫緩核四興建」。1986年發生車諾比事件，全球各地反核聲浪不斷，加上當時台灣用電成長趨緩，時任中華民國總統蔣經國指示暫緩興建，同年7月尚未執行的新臺幣79億預算也遭中華民國立法院凍結。
1992年，立法院預算委員會通過解凍核四預算案，龍門電廠開始後續規劃興建，1994年5月22日貢寮鄉自行舉行核四公投，開票結果不同意興建者占96%以上。1995年、1996年立法院分別通過核四預算1,126億餘元。1998年5月24日，立法院通過「立刻廢止所有核能電廠之興建計畫，刻正進行之建廠工程應即停工善後，並停止動支任何相關預算且繳回國庫」之決議。行政院隨即於6月12日提出覆議案。10月18日，在民主進步黨及新黨黨團缺席下，覆議案獲得通過。
1999年3月17日，核四廠正式動工。
| 反應爐 | 反應堆型     | 輸出功率 | 反應爐廠商   | 圍阻體型式       | 備註     |
| ------ | ------------ | -------- | ------------ | ---------------- | -------- |
| 一號機 | 進步型沸水式 | 1350MW   | 奇異日立核能 | 鋼筋強化混凝土型 | 尚未商轉 |
| 二號機 | 進步型沸水式 | 1350MW   | 奇異日立核能 | 鋼筋強化混凝土型 | 尚未商轉 |

### 停工
根據2000年中華民國總統選舉結果，由民主進步黨首次輪替執政，5月20日民主進步黨籍總統陳水扁指示「核四再評估」，經濟部部長林信義召開「核四再評估會議」，暫緩核四工程各項採購與工程招標，行政院院長唐飛因主張續建核四，與總統陳水扁立場不同，2000年10月16日以健康不佳為由請辭獲准，行政院長由張俊雄繼任。
總統陳水扁為了尋求立法院多數泛藍政黨的支持，在10月分別會晤了親民黨黨主席宋楚瑜、新黨全委會召集人郝龍斌、以及中國國民黨黨主席連戰，然而在和連戰會談結束後半小時，行政院長張俊雄宣佈將不繼續執行由立法院通過的核四興建預算案，此舉引起軒然大波，在野的泛藍立法委員認為陳水扁對在野黨失信，提案罷免總統，並提案通過移請監察院彈劾行政院，行政院也在後續聲請司法院大法官釋憲，期望解決核四停工的爭議。

### 司法院釋字第520號解釋
1. 行政院有其民意基礎，立法院亦有其民意基礎，故兩院並無優劣，兩院之僵局應透過協商解決；如協商不成，立法院可對行政院院長提出不信任案處理。
2001年1月15日，司法院的大法官作出釋字第520號解釋文[14]，解釋文說明：「核四停建屬於國家重要政策的變更，行政院應向立法院提出報告並備質詢，立法院亦有聽取的義務。立法院作成反對或其他決議，應視決議的內容，由各有關機關協商解決方案，或根據憲法機制選擇適當途徑解決僵局」，大法官認為行政院有自身之民意基礎（「民主政治為民意政治，總統或立法委員任期屆滿即應改選，乃實現民意政治之途徑。總統候選人於競選時提出政見，獲選民支持而當選，自得推行其競選時之承諾，從而總統經由其任命之行政院院長，變更先前存在，與其政見未洽之施政方針或政策，毋迺政黨政治之常態。」），立法院亦有自身之民意基礎（「在代議民主之憲政制度下，立法機關所具有審議預算權限，不僅係以民意代表之立場監督財政支出、減輕國民賦稅負擔，抑且經由預算之審議，實現參與國家政策及施政計畫之形成」）。故兩機關發生衝突時，應透過協商方式解決衝突，如協商不成，應透過憲法所提供解決僵局之機制（如：不信任案）解決衝突。
2. 政院與立院均未遵守相關的憲法程序規範
而本件核能電廠停建案中，行政院未事先向立法院提出報告而片面宣布停建核四，與憲法規定不符（「基於本件核能電廠之興建對儲備能源、環境生態、產業關連之影響，並考量經費支出之龐大，以及一旦停止執行善後處理之複雜性，應認係屬國家重要政策之變更，即兩院代表到院陳述時對此亦無歧見。是本件所關核能電廠預算案自擬編、先前之停止執行，以迄再執行之覆議，既均經立法院參與或決議，則再次停止執行，立法機關自亦有參與或決議之相同機會」）；大法官亦認為立法院並未邀請行政院長及部會首長至立法院進行報告，反而直接杯葛行政院，此種行使職權之方式與憲法規定不符（「立法委員亦得主動依同條第二項決議邀請行政院院長或部會首長提出報告並備質詢。上開報告因情況緊急或不能於事前預知者外，均應於事前為之。本件停止預算之執行，已涉國家重要政策之變更而未按上述程序處理，自有瑕疵，相關機關未依其行使職權之程序通知有關首長到院報告，而採取杯葛手段，亦非維護憲政運作正常處置之道」）。
3. 就國家重大政策，政院與立院應透過協商解僵局；如協商不成，可透過不信任案，直接訴諸全新民意，解決僵局。
大法官最後指示了相關程序應如何進行，即行政院應向立法院就核能電廠的興建事項提出報告，立法院聽取報告後，如多數委員支持行政院，行政院自可停止興建核能電廠。如多數委員反對行政院，則行政院可以選擇繼續興建核能電廠；或是行政院長無法實現總統託付而選擇辭職；或是行政院繼續秉持其民意基礎堅持不興建，此時立法院可提出不信任案，同時令行政院長去職及立法委員全數重新改選，透過新的立法委員選舉結果由全新民意決定核能電廠是否繼續興建（「行政院院長或有關部會首長...向立法院提出報告之後，若獲多數立法委員之支持，基於代議民主之憲政原理，自可貫徹其政策之實施。若立法院於聽取報告後作成反對或其他決議，...行政院同意接受立法院多數意見繼續執行法定預算，或由行政院與立法院朝野黨團協商達成解決方案。於不能協商達成解決方案時，各有關機關應循憲法現有機制為適當之處理，諸如：行政院院長以重要政策或施政方針未獲立法院支持，其施政欠缺民主正當性又無從實現總統之付託，自行辭職以示負責」、「立法院...對行政院院長提出不信任案，使其去職，不信任案一旦通過，立法院可能遭受解散，則朝野黨派正可藉此改選機會，直接訴諸民意，此亦為代議民主制度下解決重大政治衝突習見之途徑」）。

### 復工
大法官解釋文公佈後，1月30日，時任立法委員鄭永金等91人提動議案。最終以135：70的比數表決通過決議：立法院依大法官會議所作第520號之解釋意旨，再予確認核能四廠預算具有法定預算效力。反對行政院逕予停止核能四廠興建之決定；行政院應繼續執行相關預算，立即復工續建核能四廠。同年1月30日立法院召開臨時會，聽取行政院院長張俊雄報告，31日立法院作成核四立即復工的決議，但行政院對此項立法院決議並不接受。在此僵局下，行政院面臨法定預算執行以及鉅額違約金（約數百億，不包含後續電價調漲的部份）的雙重壓力；立法院也面臨不願依釋字520號提出不信任案使得全數委員遭改選的壓力，於是行政院與立法院多次協商，最後在2月13日由時任行政院院長張俊雄與立法院院長王金平簽署協議書，達成核四復工協議，立法院同時收回總統罷免案。
2001年2月14日，行政院正式宣佈第四核能發電廠工程復工。

### 後續興建與經過
台電在吸收了部分停工的損失後，繼續進行龍門電廠興建工程，然根據台電事後內部資料估算，損失指出，核四停建總損失金額高達1,350億元，若再加計工程費追加848億元，合計約2,200億元。後續又因復工需要重新招標、原物料大漲等因素下，多次追加預算以及延後完工時間：
- 2002年6月，行政院同意延後商轉2年。
- 2004年12月24日，原能會同意建廠執照延後到2010年12月31日（第一次申請延展）[17]。
- 2006年3月9日，經濟部呈交行政院文件指出核四追加預算規模約543億餘元，包括13項細目：美元匯率因素為187億餘元、漲價準備金156億餘元、復工修約137億餘元、利息減少87億餘元、保警費增加25億餘元、委託調查研究費21億餘元、增購土地14億餘元、漁業權補償及公益捐助13億餘元等。核四工程自1982年至2005年，已獲立法院通過預算數為1,436億元，核四工程至今年1月已執行1,404億餘元，契約應付365億元、即將決標69億元，合計1,838億元，目前總額僅剩50億元可繼續辦理發包工程，預估僅能執行至2006年5月底止。台電公司在1月10日依行政院經建會審查意見，並納入工期展延三年的影響因素，預估增加金額為543億元，投資總額增加為2,431億餘元。核四工程至2006年1月底止，累計實際進度為64.30%，較預定進度89.48%，落後25.18%。[18]
- 2011年3月11日，日本發生福島核災，許多國家開始檢視核能發電政策，台灣社會也開始關注核四問題。同年6月13日，立法院審查100年度總預算附屬單位營業及非營業部分預算案，其中包含核四140億追加預算。在國民黨團人數優勢之下，民進黨提案全數遭到否決，通過140億追加預算。[19][20][21][22]同時通過的國民黨所提的對案，要求審慎辦理包括耐震及防海嘯能力在內的核能安全總體檢，核四也應經管制機關審查同意後，才能運轉發電。[23]，綠色公民行動聯盟發起一串反核行動，製作圖片版懶人包，多團體表示台灣沒有缺電危機，核四問題再次成為各方角力，民間反核聲浪越來越高漲。
- 2013年2月25日，行政院長江宜樺宣布，核四是否續建由公民投票決定[24]，國民黨團書記長賴士葆表示，核四公投要和政治脫鉤，盼8月就能進行公投，[25]但後續在政治角力下並沒有進行。之後核四廠開始進行運轉前各項安檢工作。
- 2013年2月25日，民主進步黨立法委員鄭麗君召開「核四停建、不會缺電」記者會，表示台電嚴重隱匿資訊涉嫌藏電，表示不要核電不會缺電，不要恐嚇人民[26]，引起社會熱議。
- 2013年3月8日，由柯一正跟戴立忍等人號召發動「我是人我反核」運動，表示臺灣不用核電不僅沒有缺電的危險，也可以避免核災。後來「我是人我反核」就變成反核團體訴諸的一句名言。
- 2013年4月2日，經濟部籌組的強化安全檢測小組正式運作，由前原能會核四安全監督委員會委員林宗堯主持。強化安全檢測小組由核一、核二、核三廠各抽調十五人，共四十五名台電資深工程師，加上美商奇異公司十二位專業技師、未來接手運轉業務的台電核四廠人員四十名到五十名，以及國際驗證單位世界核電廠協會（WANO）與美国核能管理委员会（NRC）約二十位，合計百餘人。預計自5月2日起，重新進行檢測，為期至少半年。[27][28][29][30]
- 2013年6月17日，臺灣電力公司請世界核電廠協會（WANO）前往核四廠支援進行「運轉前測試特別評估」，WANO專家已於當天正式進駐。[31]
- 2013年8月29日，世界核電廠協會（WANO）東京中心派遣專家小組至核四廠進行「試運轉測試支援任務」第一階段完成，專家群除肯定核四廠因應日本福島核災成果外，也提醒應持續強化人員訓練。強化安檢小組自5月初起開始執行系統再檢視，至8月25日止，核四廠126個系統共已執行118個系統再檢視，其中完成通過者有77個系統，需澄清改善者41個系統。安檢小組也自6月初起開始執行系統測試再驗證，測試再驗證程序書共231份，目前已審核通過134份；另已依59份程序書通過測試再驗證，其餘均依計畫陸續進行。[32][33]
- 2013年11月15日，歐盟與歐洲核能安全管制機構（ENSREG）所作的同儕審查確認，台灣核電廠所使用的安全標準與國際上的最新標準相同。另建議增強海嘯防護牆高度和更新地震和洪水風險評估的方式。[34][35]

- 2014年11月4日，行政院原子能委員會委託清華大學評估核四廠嚴重事故燃料風險，該研究評估採用Fortran 90程式語言撰寫的三維幾何模型TRACE程式，配合圖形化程式SNAP（Symbolic Nuclear Analysis Program）介面模組模擬核四廠進行評估，當發生如福島核災等不可預期天然災害時，ATWS抑制反應系統是否能讓核四廠反應爐與燃料棒等組件達到安全停機，以論文假設全爐燃料棒仍可保持完整，但在熱通道的燃料棒溫度較高會有毀損疑慮。[36]

### 核四封存與拆解
- 2014年4月15日，民進黨前主席林義雄宣布將以無限期絕食的方式呼籲政府停止核四。
- 2014年4月28日，行政院長江宜樺為了化解民眾疑慮，宣佈核四封存[37]，在安檢完成後，不放置燃料棒、不運轉，日後啟用核四，必須經公投決定。經過後續的封存作業，核四廠於2015年7月1日開始進入為期3年的封存狀態[38]。
- 2017年12年10日，台電有意拆除核四本體，在原地改建成火力發電廠，並將燃料棒運去美國販賣。當地里長也證實台電的確有去拜會。[3]
- 2018年3月15日，台電宣布將把現有的1744束燃料棒，規劃未來3年分8批陸續運離，預計可於2020年底前可拆解[39]。等送回原廠後，已斥資5.8億委由美國燃料製造廠商全球核燃料公司(Global Nuclear Fuel (GNF))拆解成燃料棒半成品，等待台電於2022年前找到買主，當初購入價格為80億元[40]。
- 2018年12月3日，台電總經理鍾炳利表示，暫時停止燃料棒外送計畫。[41]
- 2019年6月3日，台電主管說明，去年總共外運2批共400束核燃料棒。但台電無法證實今年是否會再送出3批、明年再送出最後3批，但台電確定將於2020年底前全數運至美國奇異，由原廠異地封存。[42]
- 2021年3月28日，最後一批120束的核燃料棒將返回美國。[43]

### 2021核四商轉公投
2019年12月10日，中央選舉委員會公告，由黃士修於今年3月4日提出的「您是否同意核四啟封商轉發電？」公民投票，符合規定連署人數30萬7903人，已達到公投成案門檻，本案將提交委員會審議、程序完備後公告成案。
2019年12月13日，核四商轉公投經黃士修領銜並連署達門檻後，經戶政查對及中選會審議後成為第17案全國性公民投票。預定2021年8月28日再舉辦。
2021年7月2日，中選會主委李進勇宣布，原定8月28日舉行的公民投票，因受疫情影響，改定12月18日投票。
2021年12月18日，核四商轉公投，同意票數3,804,755(19.19%)、不同意票數4,262,451(21.50%)，因有效同意票未達投票權人總額四分之一以上，結果為不通過。且二年內，不得就同一事項重行提出公民投票案提案。

## 相關爭議

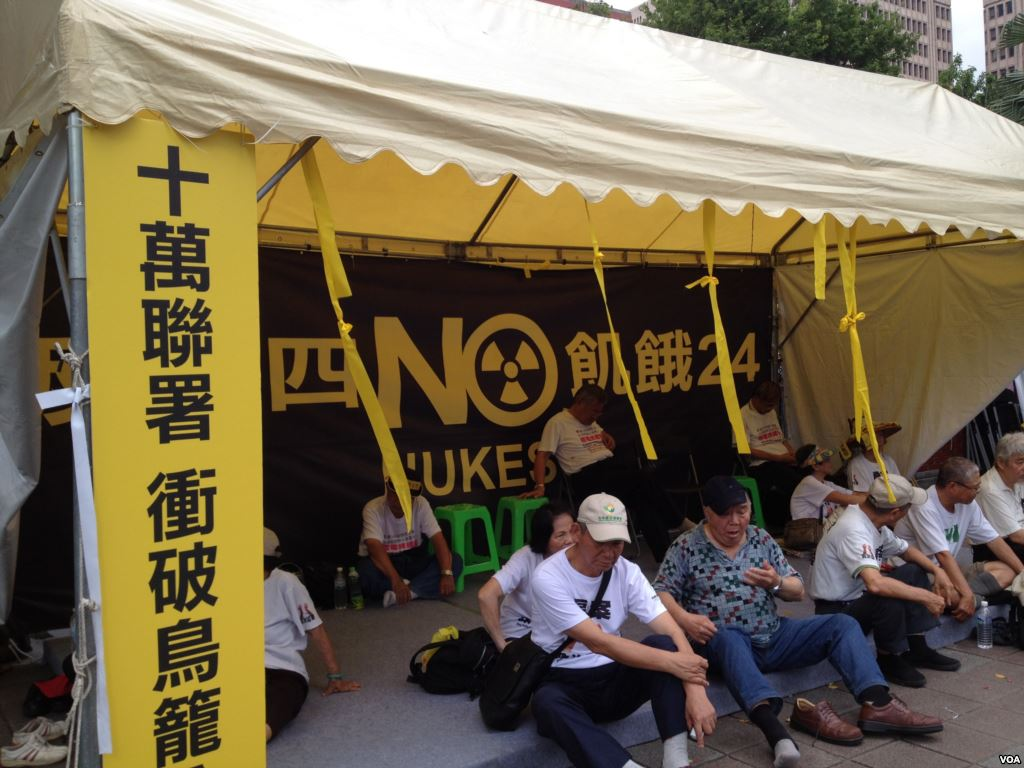
公投護台灣聯盟反核四絕食靜坐

### 拼裝車與設備安全問題

#### 控制室喪失廠外交流電源全黑事件
2010年7月9日，當日14時21分進行系統試運轉測試時，廠外電源 345kV 開關場斷路器編號 3520 及 3530 異常跳脫，造成供電給1號機運轉中之設備，喪失來自 345kV 之電源供給，因另一外電來源（161kV 系統）正在執行電驛數位化更新工程及大修作業而無法供電，以致造成廠內相關中壓匯流排失電，並使得運轉及測試中之設備喪失電源停止運轉，惟此時主控制室因有蓄電池供電，故仍可維持操作與監視系統狀態的功能。本次事件發生後，經龍門電廠運轉及維護部門人員查證事件前各項運轉參數，以及檢查現場各種保護電驛的狀態，初步判定造成斷路器跳脫之主變壓器 B 相高油溫信號是假信號，並非主變壓器真正出現問題而跳脫斷路器，故於當日晚間21時8分開始執行恢復 345kV 電源的操作。但在電廠恢復變壓器運作之加壓過程中，現場人員發現主變壓器 C 相電纜頭處有閃絡(火花)產生，為保護設備及經電廠主管及保守決策下，主控制室運轉員手動將開關場斷路器打開於晚間22時55分停止變壓器加壓作業。此時因考量直流蓄電池的容量(約8小時)無法長期供應主控制室儀控設備操作，故於次日(7 月10日)凌晨陸續將儀控系統、不斷電系統、及直流系統停機，等待 345kV 恢復加壓後再次使用。
7月10日台電公司召集公司內綜合施工處、修護處、龍門電廠及廠家 J-Power 等單位會同檢查後，判斷主變壓器 C 相電纜頭處之火花係因加壓時變壓器湧入電流（inrush current），感應電壓至保護罩支撐螺絲，在靠近鐵構處產生電弧所出現的閃絡，但並不會影響變壓器安全。故電廠人員於同日晚間20時52分再度投入斷路器，恢復 345kV 外電供給廠房電力後，再將機組內不同電壓等級匯流排依序受電，於電力電源與儀用電源皆恢復正常且確認主控制室監控系統功能正常後，再依序逐步起動各系統設備，龍門電廠1號機於7月11日下午恢復喪失外電前之運轉狀態。

#### 質疑核四為拼裝車
在工程學中，系統整合是指將次系統各元件匯整、塑造成為單一系統的的過程，在過程中，需要保證所有次系統的功能，都能在這個單一系統下運作順利。
2011年2月24日，商業週刊報導，核四反應爐為美國設計，日本製造，台灣安裝的拼裝車。台電回應龍門電廠之核反應爐為進步型沸水式反應爐（ABWR），由美國奇異公司開發設計，因該型反應爐壁較厚，須以整體鍛造方式製造，當時全世界工業界只有日本日立及東芝兩家公司有能力承製，故由奇異公司委託日本日立及東芝兩家公司製造，其製造的能力、實績及品質可達設計規範與要求。實際上不管火力、核能電廠，因工程龐大，皆會由不同廠商提供設備來進行建造。而負責核四電廠配套系統設計與全廠設計界面整合工作的石威公司，係因財務問題聲請破產保護，而由Shaw集團併購後成立石威公司接續執行相關工作。但由於Shaw集團接手後頻頻要求台電修約，考量石威公司進度落後，且對於施工需求的配合度不高，無法滿足台電的需求。於是考量石威公司所負責的電廠配套系統的設計工作已大部分完成，界面整合與配合施工需求的設計修改與調整工作不宜再拖延，所以在96年與石威公司終止契約並另外委聘國內益鼎公司與美商URS公司接手進行後續的工作。
2013年11月15日，歐盟與歐洲核能安全管制機構(ENSREG)所作的同儕審查確認，台灣核電廠所使用的安全標準與國際上的最新標準相同。
面對2021年12月18日的公投，民進黨開2100場大小場說明會，其中副總統賴清德在10月31日於屏東公投說明會評論核四重啟一案，賴清德表示，核安關係到台灣人民的安全，應該審慎視之。他以遊覽車比擬核四廠，「遊覽車車齡超過 12 年都不能載客人，核四廠已經 22 年了耶！」，並指核四廠不只是古董還是拼裝車，他強調核四重啟，台灣絕對會受害。副祕書長林飛帆於11月21日表示說核四用了日式核電廠的廠房結構，裡面卻裝了美式的反應爐，發包和施工過程就像「拼裝車」。
2021年11月13日，清華大學原子科學院院長李敏指出，就像去買日本TOYOTA原廠的車，裡面也有很多設備、零件是台灣製造的，現在是一個分工的時代，不同廠商有不同專業，從40年前建核一、核二、核三時，很多設備都是來自不同廠商，因為不同廠商各有專業，「所以它絕對不是一個拼裝車」，波音747裡面很多設備也是台灣製造。
2021年11月17日，核四前廠長王伯輝透過臉書公開表示，「核四絕對不是拼裝車，而是一組針對系統安全與發電效能整合的有效發電機組」，勝過國內所有工程；核四工程的嚴謹，對施工要求，文件還有測試數據，都勝過國內所有工程，「這些事實只有我們在親自執行的人才知道的」。

2021年11月21日，台電核能發電處處長許永輝接受媒體專訪時透露，支持核四的朋友常說「拼裝本身不是問題」，也說沒有核安疑慮，但核四廠複雜程度與安全要求遠超過一般工業產品，核四缺乏整合經驗，產生設計、施工與系統間的扞格衝突，種下試運轉測試長達七年，仍難以過關的真正原因。
2021年11月21日，當年核四安檢專家監督小組成員之一、前美國聯邦愛迪生電力公司核電專業工程師蔡維綱，接受中國時報專訪表示，當年的安檢報告與試運轉測試報告結論都很正面，不了解為何許永輝處長在公投說明會發表時前後不一致，「當年可以，現在不可以」？對於「拼裝車」質疑，蔡維綱說，就像賓士車零件，並非都是德國，也來自很多不同國家，這很正常。他回憶在核四那段時間，當時有個緊急重水注入反應爐的測試，數值只是稍微低一點，不影響爐心溫度，台電仍送回英格蘭檢查，非常注重細節。

#### 寶特瓶
2013年2月26日，綠色消費者基金會董事長方儉投書媒體，直指核四工程中圍阻體上有工人於灌漿時順手丟入的寶特瓶，以及剪力牆鋼筋被截斷但並未打掉重做等等問題。依照土木專家王偉民的看法，鋼筋一旦外露就「完全沒有用處了」。
台電對於相關報導則強調係單一個案，以行政院原能會核能管制處2007年4、5月的《核四廠建廠管制現況》報告為證，指寶特瓶與鋼筋等缺陷由原能會分別於2007年4月與5月發現，台電隨後已改進。且已於2007年10月23日准予結案。至於報載「混凝土拆模後提不出檢驗紀錄」，台電強調，混凝土澆置施工拆模後收尾工作，係以陸續提出檢驗方式辦理，因此170件拆模檢驗及80件養護檢驗係陸續提出，均已完成檢驗合格結案。 圍阻體工程亦已於2013年完成壓力測試，將內部加壓至4大氣壓力以上來測試結構的穩固性，模擬事故發生時圍阻體的強度，也成功通過。
但除了圍阻體工程等，其他試運轉測試皆未通過：原能會審查核四1號機相關安全與重要系統187份測試報告，截至2017年4月20日原能會停止審查前，僅同意155份，另32份因廠家未認證、安全未釐清、及原廠測試不完全遭退回。

#### 建造過程變更設計
前核四安全監督委員林宗堯於2011年7月發表《核四論》，認為台電未採「統包後監督」而想要「結合經驗薄弱之顧問公司共同設計，並自行採購設備，獨立施工及試運轉」，是讓核四不安全的主因。核能管制處則提出回應，該會於98年2月同意台電公司依該原則提出之「核四工程設計修改作業暫行措施」，此一暫行措施於98年11月間停止適用。而後在98年11月後，台電公司已不得再依暫行措施執行設計修改作業，且99年3月後更無無法依規定程序辦理核四工程設計修改之窒礙難行理由及困境，故自應由美商奇異公司等設計權責機構執行實質之設計/修改作業，其則回復業主審查之功能角色，然而該會在99年11月下旬接獲台電公司仍疑似有自辦安全有關設計修改案之行為，於99年12月及100年1月間展開查證作業，並於確認台電公司確有再犯逕行變更設計之行為且仍未改正後，除已依規定展開裁處程序及要求台電公司針對龍門(核四)工程有關設計修改作業提出說明，並對於台電公司自辦之案件，要求須確實送有關設計權責機構重新審核以確保全廠設計之安全及正確，亦要求台電公司於初次燃料裝填前，須經各設計權責機構執行現場確認(Walk down)與施工後設計驗證(Reconciliation)等作業，以再次確認施工與設計之一致性及完整性 。

#### 監察院相關糾正案
- 2003年1月10日，中船及台電於核四廠一號機反應爐工程未落實監督及檢驗，導致反應爐基座施工長期偷工減料，更導致焊道發生裂紋。監察委員提案彈劾中船公司總經理江元璋及台電核能火力發電工程處長呂學義等十二人。最後江元璋遭申誡、呂學義不處分。[68]
- 2011年6月8日，監察委員提案糾正臺電公司駐工地設計辦公室自2007年初起，自行辦理之設計變案件高達1,500餘件，且多已施作完成。[69]於2013年3月14日台電新聞稿表示自行變更設計修改共1,536項，經全數送請奇異公司審查後，其中僅46項需進一步補強，台電公司已依奇異公司之設計圖，將其中40件施作完成，且依既定品質、品保程序完成檢驗並結案，其餘6件，將於近期施作。[70]
- 2011年7月12日，監察委員提案彈劾台電核能火力發電工程處副研究員周吉村，於2006年1月13日後續混凝土採購案，利用職務機會收受廠商賄賂。[68]
- 2011年7月19日，監察委員提案糾正台電辦理核四混凝土採購案，於2004年8月17日調查已經得知工程所需混凝土數量不足，卻未及早辦理採購作業延遲至2005年7月21日始辦，復曲解法令，誤以限制性招標辦理發包作業。[68]
- 2012年3月20日，監察委員提案糾正行政院、經濟部和台電。2000年10月27日行政院貿然宣布停建進度已達33.81%之核四工程，核四工程未能採統包方式辦理，亦未有總顧問協助整合複雜之施工界面，導致工期延宕、預算追加、鉅額損失及品質安全疑慮等情事，其工期至少增加44個月，且損失高達1,870億元。又經濟部對於臺電公司三度函詢核四停建相關疑義，卻一再模糊虛應，恝置所屬無所適從。另臺電公司為迎合上意，未待上級正式函示或召開董事會應變，即由公司高層僅以口諭方式擅為傳達停建核四，並倉促發函指示廠商不限期暫停契約執行。[68]
- 2019年12月11日，監察院糾正核四1號機移用2號機設備，建議易損壞或重要關鍵零組件均需備齊，並確保料件商源無虞，避免影響供電，經濟部回應，目前1、2號機確實都有缺料，將督促改善；台電則說會虛心檢討並著手改進，而這些建議，台電認為核四已封存，要談重啟困難重重。至於核四重啟公投達到成案門檻，經濟部、台電皆表示尊重，但關鍵議題仍是核廢料無處去。經濟部指出，核四封存後，由於部分系統需要維持運轉，所以1號機仍有陸續有設備跟組件故障，因而產生缺料。目前，1號機和2號機都有缺料。在監察院約詢台電公司後，台電公司曾經就這些缺料及設備，向相關廠商詢價，除了少數單項零組件外，廠商大多表示因人力及資訊不足等技術困難，現階段連報價都無法提供。[71]

#### 瀆職與弊案爭議
- 2021年11月18日，在核四商轉公投第二場意見發表會上，台電核能發電處長許永輝稱：「核四廠從設計、採購、施工，到事故處理上有很多先天不良的問題」。針對此一說法，網友留言評論：「知道有問題還給過？當初蓋章的都是共犯」。[72]第三場意見發表會上，黃士修表示，他已向台北地檢署控告台電核能發電處處長許永輝觸犯刑法偽造文書、瀆職。[73]

### S斷層與周邊斷層問題

#### 廠區附近海域的斷層
2019年9月2日中央地質調查所「核四廠區附近海域地質資料討論會」收集近年學界業界資料，邀集專家學者，重新檢視核四海域調查資料，會議決議：
1. 海域的F4、F5、F6、F7、F8等斷層應為活動斷層，F2斷層不排除為活動斷層。
2. F4(包含線型 10a,10b,10c)、F7、F8 等斷層可連為一條斷層，F2 斷層不排除與 F4、 F7、F8 等斷層連結。

台電依決議估算斷層總長為 93.9公里。

#### 地調所聲明
2021年11月16日，經濟部中央地調所發出聲明，指2013年的核四地質報告，確實推論過下方S斷層已4萬3500年沒有活動過。
地調所下午回應，表示2013年經濟部責成地調所，對台電當時正在進行的二項核四地質調查委託案進行檢核評議。該所邀集地質、地震及防災等領域專家組成「核四地質調查檢核評議小組」，後續補充建議，然後提出「核四地質調查安全評估報告」。
根據該報告，確認核四廠址下方確實有一條斷層存在，稱為「S斷層」，斷層具有明顯的連續性與延伸性，至少南北向延伸約2公里，經現有證據顯示為一左移斷層構造。當時依據S斷層並未擾動到上覆沖積層的特徵，與3個定年結果，推論S斷層至少4萬3500年沒有活動過，非美國核能管制委員會(USNRC)所定義的3萬5000 年能動斷層。

#### 2013年「核四地質調查安全評估報告」
針對廠址S斷層鑽探樣本之年代判定，審查意見如下:
| 審查委員審查意見 | 經濟部答覆說明 |
| --- | --- |
| 有關廠址 S 斷層之鑽探所獲得老於 43,000 年之樣本，並非在破碎帶上所採之樣本，此一年代只能顯示含有此一鑽探物質之沉積年代，而並沒有明確的證據顯示斷層活動老於 43,000 年，而於最近沒有活動，建議對前述問題加以說明。     | 為瞭解 S 斷層之活動性，台電公司已於 S 斷層兩側使用密集排鑽進行調查，核四廠區地層為大桶山層不整合上覆階地礫石層，若上覆階地礫石層未被錯動，則依地質事件截切關係即可表示 S 斷層至少在階地礫石層沉積以後未活動，調查結果說明如下： 根據地質鑽探成果顯示，靠近山側之地質鑽孔 S6 及 S12 之岩盤面上覆回填層，其餘各地質鑽孔之岩盤面或斷層帶皆上覆厚約 2~8m 之沖積層，該沖積層可約略分為上部厚 0.4~1.6m 且具水平紋理之泥層夾薄層紋理之砂層，以及下部厚約 0.9~7.8m 且具粒徑向上變細趨勢之礫石層。依地層原始水平定律研判，此沖積層並未受地質構造擾動。 依斷層二側(S13及S7)沖積層之下部(礫石層底部)以及上部(泥層夾薄層紋理之砂層頂部)之樣本，C14定年成果分別為老於43,500 yr.B.P.(距今)(3個定年標本)以及8,640-8,180 Cal yr.B.P.(距今)，年代上和沉積層上下關係相符。由於斷層帶上覆之沖積層顯示並未受地質構造作用，其沉積年代至少老於43,500年，因此斷層帶之構造活動應老於43,500年。 由以上可推論S斷層至少43,500年來沒有活動，為非能動斷層。惟為進一步確認斷層和階地覆蓋層之截切關係，台電公司也已規劃進行S斷層之槽溝開挖，將可更進一步直接證明S斷層的活動性。 |
| 有關核四廠址S斷層的工程影響顯著性(engineering significance)應予評估，尤其此S斷層是否符合美國10CFR100 App.A內有關能動斷層與tectonicstructure之關聯性，周遭5 miles範圍內之歷史地震，及其是否可能影響到既有SSE的訂定。 | 台電公司在民國88年發現S斷層時，即於89、90年委請中興公司進行深入探查，並由原設計廠家美國石威公司於90~91年對汽機廠房結構安全性評估，結論顯示：在地震歷時及設計反應譜分別依據 GE Nuclear Energy(1998a)及IESER (1992)之前提下，相關地盤設計參數之變更對汽機廠房(TB)、汽機基座(TP)、管路系統及設備物等之設計均無負面影響。另台電公司於102年「核四廠址斷層及地震影響調查評估」之成果顯示：地質材料特性與以往調查一致，故前述石威公司依當時地質參數重新評估汽機廠房安全性之結論亦不變。 台電公司目前已在廠區規劃S斷層槽溝調查工作，預定103年6月中旬可進行槽溝開挖工作，8月中旬可提初步報告，10月底可完成調查正式報告，以更進一步釐清S 斷層是否為能動斷層之疑慮。朱傚祖等人（Chu et al., 2013）針對北台灣褶皺逆衝帶的破裂型式進行研究，共分出四組節理，包含一組接近南北向之節理(J1：走向 N110~N190)，藉由野外調查與古應力研究推論，此走向滑移斷層形成時間約與褶皺同時，屬於北台灣造山運動時期構造。財團法人國際海洋大氣研發基金會(2013)調查鹽寮海岸一帶波蝕平台常出現之小斷層構造(參見本報告p.90~91頁)(核四地質調查安全評估報告)，主要一組為南北走向，由露頭觀察斷層大部分屬於剪裂型，這些小斷層可能是沿已存在之節理面發展，屬於一種層內構造。後續台電公司亦將進行大地構造應力之探討與評估。 由核四廠址周圍5 miles (8公里)範圍內之歷史地震(1900-2012)記錄圖(如下圖十四)，深度小於35 公里之淺層地震只有2 個大於規模3，分別是規模3.7(深度22 公里)與4.6(深度25 公里)，且此兩地震距離核電廠將近8 公里遠，目前從歷史地震的分佈中看不出地震活動與S 斷層之關連性。 由於核四廠目前安全停機地震(SSE)是將1908年發生在台灣東部規模7.3地震，假設到距廠址最近之地體構造區分界處(約5公里)而定出SSE=0.4g。換言之，只要在場址5公里內不發生規模大於7.3的地震，皆不致影響SSE的設計基準。由於目前尚未發現足以發生地震規模超過7.3的能動地質構造，因此目前不需改變核四廠耐震設計基準。 |

### 成本與經濟問題

#### 建廠及運轉成本過高
反核團體認為核四廠不斷追加預算，建廠費用過高，實際上因核能電廠建造期長達8年以上，期間的原物料價格可能會變動，加上核四停工又復工，致使追加預算，核三廠也經歷過工程預算的追加，仍正常運轉數十年。核四在2000年陳水扁政府停建當下就損失了849億，還不包括復工之後需要重新施作的部分，整體而言停建導致核四工程款損失超過千億。
綠色公民行動聯盟曾經提出核四建設和運轉40年成本需要1兆1,256億。但即便如此，以核四年發電量210億度，運轉40年計算（不延役），核四發電成本僅為1.34元/度，相較於其他替代能源（燃氣、風力、太陽能等）仍屬低廉。

#### 替代成本比較
二〇一四年核一、二、三裝置量共計5.1GW、發電量424億度，如果延役六部機組使用30年，耗資約一千億，即每年30億(1983年前己陸續完工攤提完畢，核一、二、三廠興建成本共為1800億)、依根據經濟部核能發電後端營運基金管理會的公開資料，單看用過核子燃料最終處置的處理成本是每度電新台幣0.03到0.11元，包含核電廠拆除與所有高低階核廢料的處置費用是每度電新台幣0.1到0.29元，每年122.96億，30年後加計延役成本為4688.8。非核家園二〇二五年太陽光電加風力發電總裝置量24.2GW、發電量390億度，耗資約兩兆。即便免去核廢料儲存地點問題，以及核災的風險，但花費四倍以上的成本。核能成本較低，且依據原能會評估台灣核電廠有爐心熔毀頻率（core damage frequency, CDF）之數據為核一到核四分別為1.9*10-5、2.6*10-5、1.8*10-5次/爐年。綠電成本較高，且會造成電價調漲問題。
其他再生能源也有類似的困境，太陽能板的製成牽涉到高污染的半導體，外部成本最高；台灣水力資源將近飽和，屬於尖載電力，貿然使用將會影響民生及灌溉用水，而台灣的地熱資源探明量有限，目前充其量只能發展溫泉。基載電力講求穩定、大量、低價、可調節，再生能源明顯還不足以成為基載電力。
核能和再生能源不是替代關係，是風險的轉移。何時能發電、用什麼發電、能不能調度、調度又需要多少成本，這就是綠電的代價。
根據經濟部的數據，因學習曲線，早期台灣的離岸風電躉售費率為每度5.516元，為全世界最高價，（補充說明：2022年底離岸風電躉售費率能源局雖未透露競價結果，但開發商坦言，最終出價「0元」去競標。6家開發商在7風場底價直接標「0元」，因此搶下前7順位，至於排名最後3風場，其實也僅出價0.1元。這次風電開發商用0元競標，表面是民眾不必分擔發電費用,但這只是廠商刻意低價搶順位，實際上台灣人民仍需負擔比歐美高收入國家過高和不合理的高額風電電價）每年必須花費497億元去買90億度，反觀核能每年都能發電超過100億度，且發電成本只要每度1.57元（當加計核後端處理費用完後每度電將高達8.5元，而參考各國發電成本太陽能每度為4.2元風力為2.3元，核電若發生核災每度電成本將高達60元以上(但這機率其實極低，否則歐盟不會將核電其列為綠電計畫)。

#### 興建需求
諸多反核團體皆聲稱廢核四對於電力影響並不大，核能發電佔台灣的發電量僅12.7%；且台灣迫切需要的不是核能，而是電力管理系統的更新（此論點在八一五全臺大停電與2021年興達發電廠停機事故及2022年興達發電廠停機事故遭受嚴重打擊）。

### 其他問題

#### 缺料
2019年12月11日，經濟部指出，核四封存後，由於部分系統需要維持運轉，所以1號機仍有陸續有設備跟組件故障，因而產生缺料。目前，1號機和2號機都有缺料。在監察院約詢台電公司後，台電公司曾經就這些缺料及設備，向相關廠商詢價，除了少數單項零組件外，廠商大多表示因人力及資訊不足等技術困難，現階段連報價都無法提供。經濟部指出核四重啟困難重重，有多項高度技術障礙難以克服。譬如原廠負責核四的團隊已經解散，若要重啟，修約談判困難度很高，且因是20年前的設計，很多料件供應商已經倒閉或停產。
台電表示，核四安全儀控系統的設計為全球獨一，且已逾20年需汰換，而該供應商已停產，備品取得困難問題待克服。
正方認為同時國際間仍有許多停建三、四十年的核電廠商轉，而台灣其他三座核電廠亦距興建超過三十年，美國亦有九成以上的核電廠延役至六十年，也仍有料件可以維修，故找到新的供應商應非難事，缺料、停產等說法顯然難以自圓其說。且核四的主要設計廠商GE的核能部門仍然存在，只不過人員轉移到其他專案工作，並沒有解散與否的問題。
2019年奇異公司發表聲明：「GE-Hitachi提供了強大的零件庫存，並能夠客製化所需零件，能夠為客戶提供解決方案，以確保他們的電廠安全運行。儘管核四的零件可能缺損，但我們仍致力於與台電合作以支持其計劃。」

#### 燃料棒已運回國外
核四廠燃料棒於2018年7月開始分批運回美國「異地存放」，台電表示燃料棒已過保固期，因此將燃料棒運至美國存放，然而運出的運費及燃料棒養護及拆解，需由全民買單，為此事之弊端（最後一批核四燃料棒於2020年10月22日凌晨運離廠區）。